# Eric Chisnall
Pas d'image ? Cliquez ici

a Compétitions nationales et continentales officielles uniquement.

b Matchs officiels uniquement.
Eric Chisnall, né le 5 juillet 1946 à St Helens (Merseyside), est un ancien joueur de rugby à XIII anglais évoluant au poste de pilier ou de deuxième ligne dans les années 1960, 1970 et 1980. Il n'a connu qu'un club le St Helens RLFC entre 1966 et 1982 lui permettant de marquer de son empreinte le club en y jouant près de 500 matchs et d'être inclus dans le temple de la renommée du club. Il a également été international britannique et anglais disputant la Coupe du monde 1975. Son frère David Chisnall fut également international britannique et anglais de rugby à XIII.